# Lisa von Katzenelnbogen
Lisa von Katzenelnbogen (* 1299; † 18. September 1357) war Äbtissin im Stift Nottuln.

## Leben

### Herkunft und Familie
Lisa von Katzenelnbogen wuchs als Tochter des Grafen Gerhard von Katzenelnbogen (* 1273, † 1312) und der Margaretha von der Mark (Tochter des Eberhard von der Mark) mit ihren drei Geschwistern in einer Grafenfamilie auf. Ihr Großvater war Eberhard von Katzenelnbogen. Hermann von Katzenelnbogen stammte aus dieser Familie. Er war der erste Fürstbischof von Münster.

### Werdegang und Wirken
Lisa war in den Jahren 1327 bis 1357 Äbtissin im Stift Nottuln und am 9. April 1327 erstmals in dieser Funktion urkundlich nachgewiesen. Sie blieb bis zu ihrem Tode im Amt. Ihr Grab befand sich in der Kapelle St. Catharinae im Seitenflügel des Klosters.
Während und auch nach ihrer Amtszeit war die wirtschaftliche Situation in dem Kloster so angespannt, dass die Stelle der Äbtissin mehrfach über längere Zeit vakant blieb. Von ihrer  Amtsvorgängerin Jutta von Holte (Äbtissin von 1309 bis 1327) gibt es nur wenige Dokumente. Lisa von Solms folgte ihr im Amt.